# گانگوتری
گانگوتری (به انگلیسی: Gangotri) یک منطقهٔ مسکونی در هند است که در بخش اترکاشی واقع شده‌است. گانگوتری ۶۰۶ نفر جمعیت دارد و ۳٬۴۱۵ متر بالاتر از سطح دریا واقع شده‌است.